# Пипа Грант
Джейми Фарел (на английски: Jamie Farrell) е плодотворна американска писателка на произведения в жанра хумористичен любовен роман и чиклит. Авторка е на еротични любовни романи под псевдонима Пипа Грант (на английски: Pippa Grant).

## Биография и творчество
Джейми Фарел е родена в Средния Запад, САЩ. Следва инженерна специалност. Веднага след колежа се омъжва се за военен, с когото имат три деца. Местят се често и живеят предимно в югоизточната част на страната. Тя е домакиня и заедно с отглеждането на децата си започва да пише любовни романи.
Първият ѝ роман „Южен пържен блус“ от поредицата „Клуб на бившите офицерски съпруги“ е издаден през 2013 г. Той е номиниран за няколко литературни награди.
От 2017 г. пише под псевдонима Пипа Грант, с който става популярна.

## Произведения

### Като Джейми Фарел

#### Самостоятелни романи
- Mr. Good Enough (2014)[1][2][3]
- The Husband Games (2014)

#### Поредица „Клуб на бившите офицерски съпруги“ (Officers' Ex-wives Club)
1. Southern Fried Blues (2013)[1][2]
2. Moonshine & Magnolias (2015)
3. Her Rebel Heart (2017)

#### Поредица „Неподходящи булки“ (Misfit Brides)
1. Blissed (2014)[1][2]
2. Matched (2015)
3. Smittened (2015)
4. Sugared (2016)
5. Merried (2016)
6. Spiced (2018)
7. Unhitched (2018)

### Като Пипа Грант

#### Самостоятелни романи
- Hot Heir (2018)[1][2][3]
- Master Baker (2019)
- The Last Eligible Billionaire (2021)
Последният ерген милиардер, изд.: ИК „Ибис“, София (2023), прев. Милена Христова
- Not My Kind of Hero (2023)
- A Royally Inconvenient Marriage (2023)

#### Поредица „Момичешка група“ (Girl Band)
1. Mister McHottie (2017)[1][2]
2. Stud in the Stacks (2018)
3. Rockaway Bride (2018)
4. The Hero and the Hacktivist (2018)

#### Поредица „Хокеистите от Медната долина“ (Copper Valley Thrusters)
1. The Pilot and the Puck-up (2018)[1]
2. Royally Pucked (2018)
3. Beauty and the Beefcake (2018)
4. Charming as Puck (2019)
5. I Pucking Love You (2021)

#### Поредица „Братски код“ (Bro Code)
1. Flirting with the Frenemy (2019)[1][2]
2. America's Geekheart (2019)
3. Liar, Liar, Hearts on Fire (2020)
4. The Hot Mess and the Heartthrob (2021)

#### Поредица „Щастливата котка“ (Happy Cat) – с Лили Валенте
1. Hosed (2019)[1]
2. Hammered (2019)
3. Hitched (2019)
4. Humbugged (2019)
5. Happily Ever Aftered (2022)

#### Поредица „Огнени топки от Медната долина“ (Copper Valley Fireballs)
1. Jock Blocked (2020)[1][2]
2. Real Fake Love (2020)
3. The Grumpy Player Next Door (2021)
4. Irresistible Trouble (2022)

#### Поредица „Розов допир“ (Tickled Pink)
1. The One Who Loves You (2022)
2. Rich in Your Love (2022)

#### Поредица „Трима най-добри приятели и една сватба“ (Three BFFs and a Wedding)
1. The Worst Wedding Date (2023)[1]
2. The Gossip and the Grump (2023)

#### Участие в общи серии с други писатели
- Crazy for Loving You (2019) в поредицата „Милиардерите от Bluewater“ (Bluewater Billionaires)[1]

#### Новели и разкази
- Exes and Ho Ho Hos (2018)[1]